# Torneo masculino de hockey sobre césped en los Juegos Olímpicos de Atlanta 1996
El torneo masculino de hockey sobre hierba en los Juegos Olímpicos de Atlanta 1996 se llevó a cabo en el Morris Brown College del 20 de julio al 2 de agosto de 1996.

## Clasificación
| Competición              | Fecha                                    | Sede                       | Plazas | Equipos clasificados                          |
| ------------------------ | ---------------------------------------- | -------------------------- | ------ | --------------------------------------------- |
| País anfitrión           | –                                        | –                          | 1      | Estados Unidos                                |
| Juegos Olímpicos de 1992 | 26 de julio - 8 de agosto de 1992        | Barcelona · ( España)      | 1      | Alemania                                      |
| Mundial de Hockey 1994   | 23 de noviembre - 4 de diciembre de 1994 | Sídney ( Australia)        | 1      | Pakistán                                      |
| Juegos Asiáticos         | 4 – 15 de octubre de 1994                | Hiroshima ( Japón)         | 1      | Corea del Sur                                 |
| Juegos Panamericanos     | 12 – 25 de marzo de 1995                 | Mar del Plata ( Argentina) | 1      | Argentina                                     |
| Campeonato Europeo       | 16 - 27 de agosto de 1995                | Dublin ( Irlanda)          | —      |                                               |
| Copa de Oceanía          | 22 – 27 de mayo de 1995                  | Auckland ( Nueva Zelanda)  | 1      | Australia                                     |
| Juegos Panafricanos      | 13 – 23 de septiembre de 1995            | Harare ( Zimbabue)         | 1      | Sudáfrica                                     |
| Preolímpico              | 19 - 28 de enero de 1996                 | Barcelona · ( España)      | 5      | España Países Bajos India Reino Unido Malasia |
| TOTAL                    |                                          |                            | 12     | 12                                            |

1. ↑  Al estar Alemania ya clasificado por ser el campeón olímpico vigente, la plaza quedó vacante y se amplió en uno las plazas del torneo preolímpico.

## Formato de competición
El torneo contó con doce equipos participantes, divididos en dos grupos de seis, jugando en sistema de todos contra todos.
Los dos mejores de cada grupo acceden a un sistema de eliminación directa hasta llegar a la final; los ganadores de cada semifinal se enfrentan para determinar las medallas de oro y plata, mientras que los perdedores juegan un partido definitorio para la medalla de bronce.

## Equipos participantes
| Grupo A              | Grupo B             |
| -------------------- | ------------------- |
| Alemania (GER)       | Australia (AUS)     |
| Argentina (ARG)      | Corea del Sur (KOR) |
| España (ESP)         | Malasia (MAS)       |
| Estados Unidos (USA) | Países Bajos (NED)  |
| India (IND)          | Reino Unido (GBR)   |
| Pakistán (PAK)       | Sudáfrica (RSA)     |

## Primera fase[1]

### Grupo A
| Equipo               | J | G | E | P | GF | GC | DG  | PTS |
| -------------------- | - | - | - | - | -- | -- | --- | --- |
| España (ESP)         | 5 | 4 | 0 | 1 | 14 | 5  | +9  | 8   |
| Alemania (GER)       | 5 | 3 | 1 | 1 | 10 | 3  | +7  | 7   |
| India (IND)          | 5 | 2 | 1 | 2 | 8  | 3  | +5  | 5   |
| Pakistán (PAK)       | 5 | 2 | 1 | 2 | 11 | 8  | +3  | 5   |
| Argentina (ARG)      | 5 | 2 | 0 | 3 | 9  | 13 | -4  | 4   |
| Estados Unidos (USA) | 5 | 0 | 0 | 5 | 3  | 23 | -20 | 0   |

### Grupo B
| Equipo              | J | G | E | P | GF | GC | DG | PTS |
| ------------------- | - | - | - | - | -- | -- | -- | --- |
| Países Bajos (NED)  | 5 | 4 | 1 | 0 | 14 | 6  | +8 | 9   |
| Australia (AUS)     | 5 | 3 | 1 | 1 | 13 | 7  | +6 | 7   |
| Reino Unido (GBR)   | 5 | 1 | 3 | 1 | 8  | 8  | 0  | 5   |
| Corea del Sur (KOR) | 5 | 1 | 2 | 2 | 12 | 13 | -1 | 4   |
| Sudáfrica (RSA)     | 5 | 0 | 3 | 2 | 7  | 12 | -5 | 3   |
| Malasia (MAS)       | 5 | 0 | 2 | 3 | 7  | 15 | -8 | 2   |

## Fase final[1]
|  | Semifinales               | Semifinales               |   |                           | Final                     | Final |  |
|  |                           |                           |   |                           |                           |       |  |
|  |                           |                           |   |                           |                           |       |  |
|  | 31 / 07 / 1996 - 17:30 h. |                           |   |                           |                           |       |  |
|  | España (ESP)              | 2                         |   |                           |                           |       |  |
|  | Australia (AUS)           | 1                         |   |                           |                           |       |  |
|  |                           |                           |   |                           |                           |       |  |
|  |                           |                           |   |                           | 02 / 08 / 1996 - 19:30 h. |       |  |
|  |                           |                           |   |                           | España (ESP)              | 1     |  |
|  |                           | Países Bajos (NED)        | 3 |                           |                           |       |  |
|  |                           |                           |   |                           |                           |       |  |
|  |                           |                           |   |                           |                           |       |  |
|  |                           |                           |   |                           | Tercer puesto             |       |  |
|  | 31 / 07 / 1996 - 20:00 h. | 31 / 07 / 1996 - 20:00 h. |   | 02 / 08 / 1996 - 17:00 h. | 02 / 08 / 1996 - 17:00 h. |       |  |
|  | Países Bajos (NED)        | 3                         |   | Australia (AUS)           | 3                         |       |  |
|  | Alemania (GER)            | 1                         |   |                           | Alemania (GER)            | 2     |  |

## Medallero[3]
| Evento           | Oro | Plata | Bronce |
| ---------------- | --- | --- | --- |
| Torneo masculino | Países Bajos (NED) Jacques Brinkman Floris Jan Bovelander Maurits Crucq Marc Delissen Jeroen Delmee Taco van den Honert Erik Jazet Ronald Jansen Leo Klein Gebbink Bram Lomans Teun de Nooijer Wouter van Pelt Stephan Veen Guus Vogels Tycho van Meer Remco van Wijk | España (ESP) Jaume Amat Pol Amat Xavi Arnau Jordi Arnau Óscar Barrena Ignacio Cobos Jan Dinarés Juan Escarré Xavier Escudé Juantxo García-Mauriño Antonio González Ramón Jufresa Joaquín Malgosa Víctor Pujol Ramón Sala Pablo Usoz | Australia (AUS) Mark Hager Stephen Davies Baeden Choppy Lachlan Elmer Stuart Carruthers Grant Smith Damon Diletti Lachlan Dreher Brendan Garard Paul Gaudoin Paul Lewis Matthew Smith Jay Stacy Daniel Sproule Ken Wark Michael York |